# 32622 Yuewaichun
32622 Yuewaichun este o planetă minoră (asteroid) din centura de asteroizi. A fost descoperită pe 11 septembrie 2001 la Observatorul Desert Eagle de William Kwong Yu Yeung. 
Obiectul prezintă o orbită caracterizată de o semiaxă mare de 2,2453899 UAi, o excentricitate de 0,13, o înclinație de 3,07237 ° în raport cu ecliptica.